# Arthur Antunes Coimbra Junior
Arthur Antunes Coimbra Junior (15 oktober 1977) is een voormalig Braziliaans voetballer.

## Carrière
Junior speelde voor Fluminense, CFZ, New England Revolution en Sagan Tosu.